# Sport- und Schwimmverein Jahn 2000 Regensburg 2016-2017
Questa voce raccoglie le informazioni riguardanti lo Sport- und Schwimmverein Jahn 2000 Regensburg nelle competizioni ufficiali della stagione 2016-2017.

## Stagione
Nella stagione 2016-2017 il Jahn Regensburg, allenato da Heiko Herrlich, concluse il campionato di 3. Liga al 3º posto, vinse i play-off con il Monaco 1860 e fu promosso in 2. Bundesliga. In Coppa di Germania il Jahn Regensburg fu eliminato al primo turno dall'Hertha Berlino.

## Rosa
| N. |                     | Ruolo | Calciatore        |
| -- | ------------------- | ----- | ----------------- |
| 1  | Germania (bandiera) | P     | Philipp Pentke    |
| 3  | Germania (bandiera) | D     | Alexander Nandzik |
| 4  | Germania (bandiera) | D     | Thomas Paulus     |
| 5  | Turchia (bandiera)  | D     | Ali Odabas        |
| 6  | Germania (bandiera) | D     | Benedikt Saller   |
| 7  | Germania (bandiera) | D     | Marcel Hofrath    |
| 8  | Germania (bandiera) | C     | Andreas Geipl     |
| 9  | Germania (bandiera) | A     | Jann George       |
| 10 | Germania (bandiera) | D     | Marvin Knoll      |
| 11 | Germania (bandiera) | A     | Markus Ziereis    |
| 13 | Germania (bandiera) | C     | Sven Kopp         |
| 15 | Germania (bandiera) | A     | Marco Grüttner    |
| 16 | Lituania (bandiera) | D     | Markus Palionis   |
| 17 | Germania (bandiera) | D     | Oliver Hein       |
| 18 | Germania (bandiera) | C     | Marc Lais         |
| 19 | Croazia (bandiera)  | A     | Patrik Džalto     |

| N. |                     | Ruolo | Calciatore           |
| -- | ------------------- | ----- | -------------------- |
| 20 | Germania (bandiera) | C     | Kolja Pusch          |
| 21 | Austria (bandiera)  | C     | Daniel Schöpf        |
| 24 | Germania (bandiera) | C     | André Luge           |
| 25 | Germania (bandiera) | C     | Erik Thommy          |
| 26 | Germania (bandiera) | P     | Bastian Lerch        |
| 27 | Germania (bandiera) | C     | Kevin Hoffmann       |
| 28 | Germania (bandiera) | D     | Sebastian Nachreiner |
| 30 | Austria (bandiera)  | D     | Christian Kappacher  |
| 31 | Germania (bandiera) | C     | Uwe Hesse            |
| 32 | Germania (bandiera) | C     | Michael Faber        |
| 33 | Germania (bandiera) | D     | Robin Urban          |
| 34 | Germania (bandiera) | A     | Haris Hyseni         |
| 36 | Germania (bandiera) | D     | Jakob Zitzelsberger  |
| 37 | Germania (bandiera) | P     | Alexander Weidinger  |
| 38 | Germania (bandiera) | C     | Johannes Stingl      |

## Organigramma societario
Area tecnica
- Allenatore: Heiko Herrlich
- Allenatore in seconda: Harald Gfreiter, Nico Schneck
- Preparatore dei portieri: Kristian Barbuščák
- Preparatori atletici:

## Calciomercato

### Sessione estiva
| Acquisti | Acquisti        | Acquisti         | Acquisti |
| R.       | Nome            | da               | Modalità |
| -------- | --------------- | ---------------- | -------- |
| A        | Patrik Džalto   | Bayer Leverkusen |          |
| A        | Marco Grüttner  | Stoccarda II     |          |
| P        | Bastian Lerch   | Greuther Fürth   |          |
| D        | Benedikt Saller | Magonza II       |          |
| C        | Erik Thommy     | Augusta          |          |

| Cessioni | Cessioni             | Cessioni          | Cessioni |
| R.       | Nome                 | a                 | Modalità |
| -------- | -------------------- | ----------------- | -------- |
| P        | Daniel Hanke         | Donaustauf        |          |
| C        | Thomas Kurz          | Ingolstadt 04 II  |          |
| D        | Alexander Nandzik    | Jahn Ratisbona II |          |
| C        | Fabian Raithel       | Meuselwitz        |          |
| D        | Jonas Sonnenberg     | Havelse           |          |
| D        | Martin Tiefenbrunner | Schalding-Heining |          |
| D        | Fabian Trettenbach   | DJK Vilzing       |          |
| P        | Thomas Zieger        | Jahn Ratisbona II |          |

### Sessione invernale
| Acquisti | Acquisti | Acquisti | Acquisti |
| R.       | Nome     | da       | Modalità |
| -------- | -------- | -------- | -------- |

| Cessioni | Cessioni | Cessioni | Cessioni |
| R.       | Nome     | a        | Modalità |
| -------- | -------- | -------- | -------- |

## Risultati

### 3. Liga

#### Girone di andata
| Arbitro: | Drees |

|                            |           |  |
| Geipl 51’ (rig.) Pusch 64’ | Marcatori |  |

| Arbitro: | Siewer |

|                                     |           |                                             |
| Landeka 27’ Jüllich 39’ Röttger 64’ | Marcatori | 25’ Grüttner 51’ Lais 76’ George 78’ Thommy |

| Arbitro: | Petersen |

|                                |           |  |
| Brügmann 34’ (aut.) George 53’ | Marcatori |  |

| Arbitro: | Alt |

|           |           |           |
| Stark 46’ | Marcatori | 48’ Geipl |

| Arbitro: | Schwermer |

|  |           |                          |
|  | Marcatori | 21’ Morys 84’ Vasiliadis |

| Arbitro: | Müller |

|                                                |           |                            |
| Freiberger 44’ Pires-Rodrigues 55’ Lindner 90’ | Marcatori | 40’ (aut.) Rahn 42’ George |

| Arbitro: | Willenborg |

|                     |           |                                |
| Lais 53’ Hyseni 90’ | Marcatori | 32’ Dahmani 59’ (rig.) Brašnić |

| Arbitro: | Reichel |

|                                |           |  |
| Bär 36’, 48’, 55’ Nietfeld 83’ | Marcatori |  |

| Arbitro: | Fritz |

|                              |           |  |
| Grüttner 23’ George 34’, 45’ | Marcatori |  |

| Arbitro: | Alt |

|               |           |                     |
| Reimerink 62’ | Marcatori | 26’ Lais 75’ George |

| Arbitro: | Kampka |

|            |           |                           |
| George 53’ | Marcatori | 9’ Albutat 80’ Il'jučenko |

| Arbitro: | Schwermer |

|                               |           |  |
| Trümner 33’ Parker 53’ (rig.) | Marcatori |  |

| Arbitro: | Lossius |

|           |           |                   |
| Pusch 50’ | Marcatori | 71’ Löhmannsröben |

| Arbitro: | Winter |

|                              |           |                  |
| Yatabaré 68’, 90’ Bytyqi 88’ | Marcatori | 85’ (rig.) Geipl |

| Arbitro: | Fritsch |

|                              |           |           |
| Thommy 28’, 75’ Grüttner 90’ | Marcatori | 41’ Kováč |

| Arbitro: | Waschitzki-Günther |

|                             |           |          |
| Lewerenz 77’ Siedschlag 83’ | Marcatori | 88’ Hein |

| Arbitro: | Schütz |

|  |           |              |
|  | Marcatori | 62’ Kammlott |

| Arbitro: | Müller |

|  |           |                        |
|  | Marcatori | 24’, 65’, 74’ Grüttner |

| Arbitro: | Pfeifer |

|                              |           |                  |
| George 26’ Grüttner 76’, 82’ | Marcatori | 49’ (rig.) Rizzi |

#### Girone di ritorno
| Rostock 28 gennaio 2017, ore 14:00 CET 20ª giornata | Hansa Rostock | 0 – 0 referto | Jahn Ratisbona | Ostseestadion\| Arbitro: \| Schult \| |
| Arbitro:                                            | Schult        |               |                |                                       |

| Arbitro: | Alt |

|          |           |           |
| Luge 45’ | Marcatori | 19’ Leist |

| Arbitro: | Willenborg |

|            |           |              |
| Pintol 45’ | Marcatori | 82’ Grüttner |

| Arbitro: | Müller |

|                                     |           |           |
| Geipl 42’ (rig.) Schorch 68’ (aut.) | Marcatori | 14’ Kader |

| Arbitro: | Lossius |

|            |           |                    |
| Müller 42’ | Marcatori | 72’ Lais 78’ Knoll |

| Arbitro: | Schwermer |

|                                  |           |  |
| Geipl 59’ (rig.) Rahn 89’ (aut.) | Marcatori |  |

| Arbitro: | Aarnink |

|                         |           |                   |
| Theisen 90’ Pazurek 90’ | Marcatori | 44’, 78’ Grüttner |

| Arbitro: | Müller |

|         |           |                     |
| Lais 6’ | Marcatori | 14’ Göbel 37’ Göbel |

| Arbitro: | Willenborg |

|  |           |                    |
|  | Marcatori | 70’ Lais 85’ Pusch |

| Arbitro: | Reichel |

|            |           |                       |
| Thommy 36’ | Marcatori | 78’ Arslan 89’ Wriedt |

| Arbitro: | Kampka |

|                |           |                  |
| Il'jučenko 35’ | Marcatori | 57’ (rig.) Geipl |

| Arbitro: | Pfeifer |

|                       |           |            |
| Odabas 23’ Thommy 35’ | Marcatori | 20’ Seydel |

| Arbitro: | Siewer |

|                |           |                       |
| Puttkammer 62’ | Marcatori | 64’ Saller 71’ Thommy |

| Arbitro: | Skorczyk |

|                           |           |            |
| Pusch 29’, 61’ Thommy 55’ | Marcatori | 65’ Manneh |

| Arbitro: | Winter |

|          |           |            |
| Dams 56’ | Marcatori | 32’ Thommy |

| Arbitro: | Dingert |

|  |           |                                      |
|  | Marcatori | 8’ Schindler 69’ Ducksch 85’ Schwenk |

| Arbitro: | Zorn |

|            |           |                                   |
| Tyrała 26’ | Marcatori | 10’, 79’ Grüttner 30’, 75’ George |

| Arbitro: | Gerach |

|                               |           |                              |
| Saller 33’ Pusch 75’ Lais 90’ | Marcatori | 84’ Breitfelder 85’ Baumgart |

| Arbitro: | Stegemann |

|  |           |                  |
|  | Marcatori | 83’ (rig.) Geipl |

#### Spareggio promozione-retrocessione
| Arbitro: | Ittrich |

|         |           |             |
| Lais 2’ | Marcatori | 78’ Neuhaus |

| Arbitro: | Siebert |

|  |           |                    |
|  | Marcatori | 30’ Pusch 41’ Lais |

### Coppa di Germania
| Arbitro: | Kampka |

|                            |                      |                                           |
| Nandzik 51’                | Marcatori            | 84’ Weiser                                |
| Thommy Džalto Hein Hofrath | Tiri di rigore 3 – 5 | Ibišević Darida Weiser Plattenhardt Kalou |

## Statistiche

### Statistiche di squadra
| Competizione             | Punti | In casa | In casa | In casa | In casa | In casa | In casa | In trasferta | In trasferta | In trasferta | In trasferta | In trasferta | In trasferta | Totale | Totale | Totale | Totale | Totale | Totale | DR  |
| Competizione             | Punti | G       | V       | N       | P       | Gf      | Gs      | G            | V            | N            | P            | Gf           | Gs           | G      | V      | N      | P      | Gf     | Gs     | DR  |
| ------------------------ | ----- | ------- | ------- | ------- | ------- | ------- | ------- | ------------ | ------------ | ------------ | ------------ | ------------ | ------------ | ------ | ------ | ------ | ------ | ------ | ------ | --- |
| 3. Liga                  | 63    | 19      | 10      | 3       | 6       | 32      | 23      | 19           | 8            | 6            | 5            | 30           | 27           | 38     | 18     | 9      | 11     | 62     | 50     | +12 |
| Coppa di Germania        | -     | 1       | 0       | 1       | 0       | 1       | 1       | 0            | 0            | 0            | 0            | 0            | 0            | 1      | 0      | 1      | 0      | 1      | 1      | 0   |
| Relegation 2. Bundesliga | -     | 1       | 0       | 1       | 0       | 1       | 1       | 1            | 1            | 0            | 0            | 2            | 0            | 2      | 1      | 1      | 0      | 3      | 1      | +2  |
| Totale                   | 63    | 21      | 10      | 5       | 6       | 34      | 25      | 20           | 9            | 6            | 5            | 32           | 27           | 41     | 19     | 11     | 11     | 66     | 52     | +14 |

### Andamento in campionato
| Giornata  | 1 | 2 | 3 | 4 | 5 | 6 | 7 | 8 | 9 | 10 | 11 | 12 | 13 | 14 | 15 | 16 | 17 | 18 | 19 | 20 | 21 | 22 | 23 | 24 | 25 | 26 | 27 | 28 | 29 | 30 | 31 | 32 | 33 | 34 | 35 | 36 | 37 | 38 |
| --------- | - | - | - | - | - | - | - | - | - | -- | -- | -- | -- | -- | -- | -- | -- | -- | -- | -- | -- | -- | -- | -- | -- | -- | -- | -- | -- | -- | -- | -- | -- | -- | -- | -- | -- | -- |
| Luogo     | C | T | C | T | C | T | C | T | C | T  | C  | T  | C  | T  | C  | T  | C  | T  | C  | T  | C  | T  | C  | T  | C  | T  | C  | T  | C  | T  | C  | T  | C  | T  | C  | T  | C  | T  |
| Risultato | V | V | V | N | P | P | N | P | V | V  | P  | P  | N  | P  | V  | P  | P  | V  | V  | N  | N  | N  | V  | V  | V  | N  | P  | V  | P  | N  | V  | V  | V  | N  | P  | V  | V  | V  |
| Posizione | 4 | 2 | 1 | 1 | 2 | 8 | 6 | 9 | 6 | 3  | 7  | 9  | 10 | 13 | 10 | 10 | 13 | 11 | 10 | 10 | 10 | 10 | 8  | 4  | 3  | 4  | 7  | 4  | 5  | 5  | 5  | 4  | 2  | 4  | 4  | 4  | 3  | 3  |

Legenda:

Luogo: C = Casa; T = Trasferta. Risultato: V = Vittoria; N = Pareggio; P = Sconfitta.

### Statistiche dei giocatori
| Giocatore        | 3. Liga  | 3. Liga | 3. Liga     | 3. Liga    | Relegation 2. Bundesliga | Relegation 2. Bundesliga | Relegation 2. Bundesliga | Relegation 2. Bundesliga | Coppa di Germania | Coppa di Germania | Coppa di Germania | Coppa di Germania | Totale   | Totale | Totale      | Totale     |
| Giocatore        | Presenze | Reti    | Ammonizioni | Espulsioni | Presenze                 | Reti                     | Ammonizioni              | Espulsioni               | Presenze          | Reti              | Ammonizioni       | Espulsioni        | Presenze | Reti   | Ammonizioni | Espulsioni |
| ---------------- | -------- | ------- | ----------- | ---------- | ------------------------ | ------------------------ | ------------------------ | ------------------------ | ----------------- | ----------------- | ----------------- | ----------------- | -------- | ------ | ----------- | ---------- |
| P. Džalto        | 6        | 0       | 0           | 0          | 0                        | 0                        | 0                        | 0                        | 1                 | 0                 | 0                 | 0                 | 7        | 0      | 0           | 0          |
| M. Faber         | 1        | 0       | 0           | 0          | 0                        | 0                        | 0                        | 0                        | 0                 | 0                 | 0                 | 0                 | 1        | 0      | 0           | 0          |
| A. Geipl         | 32       | 7       | 12          | 2          | 2                        | 0                        | 0                        | 0                        | 1                 | 0                 | 1                 | 0                 | 35       | 7      | 13          | 2          |
| J. George        | 37       | 10      | 8           | 0          | 1                        | 0                        | 0                        | 0                        | 1                 | 0                 | 0                 | 0                 | 39       | 10     | 8           | 0          |
| M. Grüttner      | 36       | 13      | 6           | 0          | 2                        | 0                        | 0                        | 0                        | 1                 | 0                 | 0                 | 0                 | 39       | 13     | 6           | 0          |
| O. Hein          | 20       | 1       | 4           | 1          | 0                        | 0                        | 0                        | 0                        | 1                 | 0                 | 0                 | 0                 | 21       | 1      | 4           | 1          |
| U. Hesse         | 26       | 0       | 2           | 0          | 2                        | 0                        | 0                        | 0                        | 0                 | 0                 | 0                 | 0                 | 28       | 0      | 2           | 0          |
| K. Hoffmann      | 3        | 0       | 0           | 0          | 0                        | 0                        | 0                        | 0                        | 0                 | 0                 | 0                 | 0                 | 3        | 0      | 0           | 0          |
| M. Hofrath       | 21       | 0       | 3           | 1          | 2                        | 0                        | 0                        | 0                        | 1                 | 0                 | 0                 | 0                 | 24       | 0      | 3           | 1          |
| H. Hyseni        | 31       | 1       | 3           | 0          | 2                        | 0                        | 0                        | 0                        | 0                 | 0                 | 0                 | 0                 | 33       | 1      | 3           | 0          |
| C. Kappacher     | 0        | 0       | 0           | 0          | 0                        | 0                        | 0                        | 0                        | 0                 | 0                 | 0                 | 0                 | 0        | 0      | 0           | 0          |
| M. Knoll         | 37       | 1       | 1           | 0          | 2                        | 0                        | 0                        | 0                        | 1                 | 0                 | 0                 | 0                 | 40       | 1      | 1           | 0          |
| S. Kopp          | 16       | 0       | 3           | 0          | 0                        | 0                        | 0                        | 0                        | 1                 | 0                 | 1                 | 0                 | 17       | 0      | 4           | 0          |
| M. Lais          | 33       | 7       | 4           | 0          | 2                        | 2                        | 0                        | 0                        | 1                 | 0                 | 1                 | 0                 | 36       | 9      | 5           | 0          |
| B. Lerch         | 0        | 0       | 0           | 0          | 0                        | 0                        | 0                        | 0                        | 0                 | 0                 | 0                 | 0                 | 0        | 0      | 0           | 0          |
| A. Luge          | 16       | 1       | 2           | 0          | 1                        | 0                        | 0                        | 0                        | 0                 | 0                 | 0                 | 0                 | 17       | 1      | 2           | 0          |
| S. Nachreiner    | 21       | 0       | 5           | 0          | 2                        | 0                        | 1                        | 0                        | 0                 | 0                 | 0                 | 0                 | 23       | 0      | 6           | 0          |
| A. Nandzik       | 28       | 0       | 7           | 0          | 0                        | 0                        | 0                        | 0                        | 1                 | 1                 | 0                 | 0                 | 29       | 1      | 7           | 0          |
| A. Odabas        | 8        | 1       | 0           | 0          | 0                        | 0                        | 0                        | 0                        | 0                 | 0                 | 0                 | 0                 | 8        | 1      | 0           | 0          |
| M. Palionis      | 9        | 0       | 0           | 1          | 2                        | 0                        | 0                        | 0                        | 0                 | 0                 | 0                 | 0                 | 11       | 0      | 0           | 1          |
| T. Paulus        | 2        | 0       | 0           | 0          | 0                        | 0                        | 0                        | 0                        | 1                 | 0                 | 0                 | 0                 | 3        | 0      | 0           | 0          |
| P. Pentke        | 38       | 0       | 1           | 0          | 2                        | 0                        | 0                        | 0                        | 1                 | 0                 | 0                 | 0                 | 41       | 0      | 1           | 0          |
| K. Pusch         | 31       | 6       | 5           | 0          | 2                        | 1                        | 0                        | 0                        | 1                 | 0                 | 1                 | 0                 | 34       | 7      | 6           | 0          |
| B. Saller        | 23       | 2       | 4           | 0          | 2                        | 0                        | 0                        | 0                        | 0                 | 0                 | 0                 | 0                 | 25       | 2      | 4           | 0          |
| D. Schöpf        | 0        | 0       | 0           | 0          | 0                        | 0                        | 0                        | 0                        | 0                 | 0                 | 0                 | 0                 | 0        | 0      | 0           | 0          |
| J. Stingl        | 0        | 0       | 0           | 0          | 0                        | 0                        | 0                        | 0                        | 0                 | 0                 | 0                 | 0                 | 0        | 0      | 0           | 0          |
| E. Thommy        | 37       | 8       | 1           | 0          | 2                        | 0                        | 1                        | 0                        | 1                 | 0                 | 0                 | 0                 | 40       | 8      | 2           | 0          |
| R. Urban         | 6        | 0       | 0           | 0          | 0                        | 0                        | 0                        | 0                        | 0                 | 0                 | 0                 | 0                 | 6        | 0      | 0           | 0          |
| A. Weidinger     | 0        | 0       | 0           | 0          | 0                        | 0                        | 0                        | 0                        | 0                 | 0                 | 0                 | 0                 | 0        | 0      | 0           | 0          |
| M. Ziereis       | 10       | 0       | 1           | 0          | 0                        | 0                        | 0                        | 0                        | 0                 | 0                 | 0                 | 0                 | 10       | 0      | 1           | 0          |
| J. Zitzelsberger | 0        | 0       | 0           | 0          | 0                        | 0                        | 0                        | 0                        | 0                 | 0                 | 0                 | 0                 | 0        | 0      | 0           | 0          |